# Gilles Quispel
Gilles Quispel (Rotterdam, 30 mei 1916 – El Gouna, Egypte, 2 maart 2006), telg uit het geslacht Quispel,  was een Nederlands classicus en hoogleraar die vooral bekendheid heeft verkregen als onderzoeker van de gnosis. Quispel overleed in 2006 tijdens een reis in Egypte.
Quispel publiceerde een groot aantal boeken en artikelen over hermetisme, gnostiek, manicheïsme en het mandeïsme. Hij legde een relatie tussen die religies met de katharen en de opvattingen van Jacob Boehme en de rozenkruisers. Hij zag het begrip gnosis dan ook als een derde component van de Europese cultuurtraditie, naast de Griekse filosofie en het christendom. Zijn belangrijkste – en binnen zijn vakgebied inmiddels niet meer geaccepteerde – hypothese was, dat de wortels van het begrip gnosis gezocht moesten worden in een heterodox jodendom in de periode voor Chr. en zich daarna verder ontwikkelde bij joodse groeperingen in Alexandrië.
Het is een verdienste van Quispel geweest, dat hij kennis over de gnosis voor een breder publiek dan alleen de wetenschap beschikbaar maakte. Hij gaf veel lezingen, publiceerde ook in meer populaire tijdschriften en had een aantal optredens voor televisie zoals in de documentaire serie De Verliezers, waarvan de teksten ook in boekvorm zijn verschenen.

## Jeugd en loopbaan
Enkele jaren na zijn geboorte verhuisde het gezin naar Kinderdijk. Quispel heeft zichzelf altijd omschreven als "orthodox in de religie, christelijk-historisch in de politiek en in de ethiek - niet gescheiden". Hij kwam in Kinderdijk echter ook in contact met een bevindelijk gereformeerde gemeenschap met een mystieke inslag in de daar gevestigde Oud-Gereformeerde Kerk. Quispel zag later elementen daarvan terug in de gnostiek. Hij gebruikte later ook formuleringen uit de Tale Kanaäns zoals die in deze kerkgemeente gehanteerd werden. Hij probeerde het begrip gnosis te verduidelijken door te spreken over kennisse des harten. In vertalingen vanuit het Koptisch hanteerde hij formuleringen als bijvoorbeeld Baarmoeder der Genade. (in Dankgebed). Quispel was later ook van opvatting dat vooral de gereformeerde traditie in staat was de mystiek op een zinnige wijze te integreren.
Na het Stedelijk Gymnasium in Dordrecht ging hij in 1934 in Leiden klassieke talen studeren. Zijn scriptie ging over Marcion en de gnosis. In 1943 promoveerde hij aan de Universiteit Utrecht op een proefschrift over de bronnen van Tertullianus, de bestrijder van Marcion, De bronnen van Tertullianus. Het schrijven van dit proefschrift bracht Quispel voor het eerst in serieus contact met de gnostiek. In het werk van Tertullianus werden ook gnostici als Valentinus, de grondlegger van het Valentinianisme, bestreden. De laatste stelling van zijn proefschrift was De wijsgerige betekenis van Valentinus wordt miskend.
In de laatste oorlogsjaren doceerde Quispel klassieke talen in Enschede. Van 1946-1951 was hij docent aan het Stedelijk Gymnasium Leiden. Per 15 januari 1952 werd hij benoemd tot gewoon hoogleraar in de geschiedenis der oude kerk aan de theologische faculteit in Utrecht; zijn inaugurele rede  Het getuigenis der ziel bij Tertullianus hield hij op 24 maart 1952. Hij was tevens gasthoogleraar aan de Harvard-universiteit en vanaf 1969 aan de Katholieke Universiteit Leuven.
Op 1 maart 1984 ging hij met emeritaat. Hij heeft daarna nog vijf boeken gepubliceerd:
- een werk over Valentinus
- het Corpus Hermeticum met Roelof van den Broek
- Asclepius; De volkomen openbaring van Hermes Trismegistus
- een nieuw boek over het Evangelie van Thomas
- en samen met J. van Oort een werk over de Keulse Mani-Codex.

## Opvattingen
Quispel heeft in zijn werken een aantal op het vakgebied controversiële opvattingen geformuleerd. Hij had grote belangstelling voor het Diatessaron van Tatianus, de oudst bekende Evangeliën-harmonie, die omstreeks 170 geschreven moet zijn. In zijn in 1971 verschenen werk Het Evangelie van Thomas en de Nederlanden formuleerde hij inhoudelijke overeenkomsten tussen dit evangelie via dit diatesseron naar de Heliand, een Oudsaksisch gedicht over het leven van Jezus uit omstreeks 825. Die lijn trok hij door naar het Luikse diatessaron uit de dertiende eeuw. Passages uit beide laatste geschriften zouden teruggaan op een Aramese bron van omstreeks het jaar 40 die ook gebruikt zou zijn voor het evangelie van Thomas en het diatesseron van Tatianus. De bewijsvoering van Quispel voor die opvatting kreeg op het vakgebied weinig bijval. Meer in het algemeen was er op het vakgebied waardering voor de enorme kennis van Quispel op het gebied van de gnosis. Er werd hem echter ook verweten feiten, hypotheses en persoonlijke speculaties te vaak niet uit elkaar te houden.
Quispel richtte zijn onderzoek vooral op de vraag naar de oorsprong van de gnostiek. Zijn gedachten gingen daarbij steeds meer uit naar het jodendom en joodse groeperingen die in het bestaan van twee goden geloofden. In hun religieuze opvatting had God een vertegenwoordiger met de naam Jaoël. Hij zat op een troon naast die van God en werd daarom ook Metatron genoemd. Hij was de Engel des Heren uit de Hebreeuwse Bijbel. De Maghariërs waren een van die sektes. De sekte dateert uit de tweede en eerste eeuw v. Chr. Zij hadden de opvatting dat de antropormorfische voorstellingen van de Hebreeuwse God, zoals God steeg op tot in de wolken,  Hij schreef de Torah met Zijn hand, Hij zit op Zijn troon  geen betrekking hadden op God zelf, maar op deze engel, die dan ook verantwoordelijk was voor de schepping. In een Samaritaanse bron, de Malef, wordt gesteld dat de engel verantwoordelijk was voor het creëren van het lichaam van Adam, maar dat God hem leven inblies.
Rond 1980 formuleert hij de hypothese dat deze ideeën een voedingsbodem vonden in een sekte in Alexandrië, die zichzelf de Gnostikoi noemden. In deze groepering zou ook de tekst van het Apocryphon van Johannes zijn ontstaan. In geen ander document van de gnostische literatuur wordt zo uitgebreid de gnostische mythologie beschreven. Quispel was er van overtuigd, dat Valentinus deze mythe moet hebben gekend en heeft aangevuld met Grieks-Hellenistische elementen. Daarna zou door leerlingen van Valentinus, zoals Heracleon die Quispel als de auteur zag van de  Verhandeling in drie delen, de gnostische ideeën verder verchristelijkt zijn. Hij formuleerde ook een lijn van deze joodse gnosis naar het mandeïsme.
Vanuit het vakgebied was er aanzienlijke kritiek op deze opvattingen, maar Quispel heeft deze hypothese de rest van zijn leven verdedigd. Een bekende en hem ook typerende uitspraak van Quispel was: Ik word veel weersproken, maar nooit weerlegd.

## Quispel en de Nag Hammadigeschriften
In 1945 werden de Nag Hammadigeschriften gevonden, een verzameling teksten uit de begintijd van het christendom. Al die geschriften waren Koptische vertalingen van teksten die oorspronkelijk in het Grieks geschreven zijn. Het handelde om dertien codices die in totaal tweeënvijftig – voor het grootste deel gnostische - geschriften bevatten. Die vondst betekende een grote stimulans voor nader onderzoek van de gnosis. Quispel hoorde in 1948 van een Franse collega, Jean Doresse, van de vondsten. Quispel trachtte net als meerdere Europese geleerden toegang te krijgen tot de gevonden codices. Doresse was de eerste die van een deel van het materiaal foto's had weten te maken. Hij was ook de eerste die tot de conclusie kwam dat een Evangelie van Thomas tot de manuscripten behoorde. In een later stadium zou Doresse in de concurrentiestrijd om tot de eersten te behoren die over de teksten kon publiceren door zijn collega's buitenspel gezet worden. Quispel bleef wel nauw samenwerken met een andere Franse collega, Henri-Charles Puech.
Quispel nam contact op met Carl Gustav Jung. Twaalf van de dertien codices waren inmiddels in handen van het Koptisch museum in Caïro. Quispel wist in 1952 de laatste codex voor een bedrag van 35.000 Zwitserse francs aan te kopen voor het Jung- Instituut. Deze codex, de huidige codex I, wordt dan ook wel de Jung-codex genoemd. Op basis van een overeenkomst met de verkoper werd de aankoop van de codex anderhalf jaar geheim gehouden. Het bleek echter dat van deze codex ongeveer veertig pagina's ontbreken, waarvan het vermoeden was dat deze wel in een koffer in het Koptisch museum waren.
Quispel wilde eind 1953 daarom naar Egypte reizen. Dat werd volgens hem verhinderd door reacties in de Nederlandse pers na de bekendmaking van de aankoop. In een artikel in de Groene Amsterdammer had de hoogleraar theologie C.W. Mönnich Quispel verweten argumenten in artikelen te gebruiken die ontleend waren aan de Jung-codex terwijl zijn opponenten niet over die tekst konden beschikken. Quispel reageerde pas enige tijd later in een artikel in het Algemeen Handelsblad met de opmerking De heer Mönnich is mij persoonlijk onbekend. Ik moet hem echter verzekeren, zich niet in het gesprek van serieuze mensen te mengen. Het voorval was voor de theoloog Jan Buskes aanleiding om In de Waagschaal zijn gedicht Quispel-door te publiceren.
Bijeenkomsten op Het Loo en Soestdijk brachten Quispel in contact met koningin Juliana, die grote interesse voor de geschriften had. Zij verzocht Johan Willem Beyen, de minister van Buitenlandse Zaken, de ambassade in Caïro in te schakelen voor het assisteren van Quispel. Naast de nog vermiste veertig bladzijden van de Jung-codex ging het Quispel vooral om de toegang tot de tekst van het Evangelie van Thomas.
In deze fase speelde een andere hoogleraar in Utrecht, Willem van Unnik, een belangrijke rol bij die inspanningen. In 1955 bracht Quispel wel een bezoek aan Caïro. Daarbij werd uiteindelijk de betreffende koffer geopend waarin inderdaad de nog ontbrekende veertig bladzijden zaten. In dat jaar publiceerden Quispel, Puech en van Unnik gezamenlijk een uitgave met drie studies over de Jung-codex.
In 1956 werd tijdens een bijeenkomst in Caïro afgesproken dat de Jung-codex na de wetenschappelijke vertaling in bezit zou komen van Egypte en een internationaal comité van experts alle Nag Hammadigeschriften zou publiceren die door Brill zouden worden uitgegeven. Alleen leden van het comité zouden toegang hebben tot de manuscripten. Quispel kon vertrekken met fotokopieën van de volledige tekst van het Evangelie van Thomas.
Pahor Labib, de directeur van het Koptisch museum, hield zich echter niet aan een van de afspraken en publiceerde kort daarna een editie met onder meer de tekst van de veertig bladzijden die vermist waren en het Evangelie van Thomas. Die teksten waren vanaf dat moment voor iedereen toegankelijk. Duitse onderzoekers waren tot dat moment geheel niet betrokken geweest bij de ontwikkelingen. Die grepen nu hun kans. In Duitsland verschenen al snel wat Quispel als piraten edities benoemde. De Duitse theoloog Johannes Leipoldt is de eerste Europese onderzoeker die in 1958 een volledige vertaling van het Evangelie van Thomas publiceerde. De vertaling van Quispel verscheen in 1959.

### Vertaling van de Jung-codex
Al kort na de aankoop van de Jung-codex in 1952 werden Puech en Quispel belast met het vertalen van de vijf traktaten die deze bevatte. Iets later werd Michel Malinine aan dit team toegevoegd. De laatste was een egyptoloog en koptoloog. Hij moest de niet optimale kennis van het Koptisch van Quispel en vooral bij Puech aanvullen. Het oorspronkelijke plan was geweest om in ieder geval een vertaling van het Evangelie der Waarheid uit te kunnen brengen bij de bekendmaking van de aankoop in november 1953. Dat bleek onhaalbaar. Een tweede dead-line, de 80ste verjaardag van Jung op 26 juli 1955, werd ook niet gehaald. De eerste – Duitse – vertaling dateert van begin 1957.
Het Jung-instituut en met name zijn directeur Meier had grote zorgen over het trage tempo van de vertalingen. Belangrijke oorzaken waren de niet optimale kennis van het Koptisch bij Puech en Quispel en het feit dat Malinine die deze kennis wel had naar het oordeel van Quispel en Puech weer onvoldoende benul had van gnostiek. De verhoudingen binnen het team konden ook gespannen zijn. In 1958 probeerde Meier dan ook de drie te vervangen door de koptoloog Walter Till die wel voldoende kennis had van de gnostiek. Dit ging uiteindelijk niet door. Till werd wel toegevoegd aan het team en zorgde ook voor een zekere versnelling van het vertaalproces. Ook anderen werden, vooral na het overlijden van Till in 1963, onder hevige oppositie van Quispel als assistent of als co-auteur aan het team toegevoegd. De Verhandeling over de Opstanding was in 1963 gereed, het Geheime boek van Jacobus in 1968, het eerste deel van de lange tekst van de Verhandeling in drie delen in 1973, het tweede deel van de verhandeling en het Gebed van de apostel Paulus in 1975. Pas in dat jaar werd de codex overgebracht naar het museum in Caïro.

## Nieuw materiaal na het overlijden van Quispel
Quispel is in veel artikelen en interviews op deze gebeurtenissen ingegaan. Na zijn overlijden is nieuw materiaal over die jaren beschikbaar gekomen. Onderzoek op basis daarvan heeft tot nuancering van de opinies van Quispel daaromtrent geleid. De essentie daarvan is dat Quispel een belangrijke rol heeft gespeeld, maar dat hij de rol van enkele anderen onderbelicht heeft. Dat geldt voor zijn collega Van Unnik en met name voor die van het Jung-instituut en zijn directeur Meier. Het idee om de Jung-codex aan Egypte te schenken in ruil voor toegang tot alle teksten was afkomstig van Meier. Het instituut had bij de onderhandelingen duidelijk de leidende rol en was verreweg de belangrijkste speler. De rol die koningin Juliana heeft gespeeld werd door Quispel echter sterk overbelicht. Quispel heeft die geformuleerd in termen dat zonder haar ingrijpen hij in 1955 niet naar Cairo had kunnen reizen. Nog in 2003 meldde hij dat als Juliana er niet was geweest de Nag Hammadigeschriften, inclusief het Thomasevangelie nu nog in de koffer lagen van het Koptisch museum.

### Greet Hofmans
Tijdens de bijeenkomsten op Het Loo en Soestdijk was ook steeds Greet Hofmans aanwezig, een gebedsgenezer en adviseur van koningin Juliana. Hofmans kwam ook bij Quispel thuis. Haar aanwezigheid aan het hof leidde tot de "Greet Hofmans-affaire" en tot de verwijdering van Greet Hofmans uit de omgeving van de koningin. Quispel heeft later altijd de invloed van Hofmans op een politieke stellingname van Juliana weersproken en bestreed dat Juliana in de ban zou zijn van Hofmans. Hij noemde Hofmans een bijzondere vrouw met een hoogstaand karakter. Een profetes in de oerchristelijke betekenis van het woord, een vrouw die door de Geest geïnspireerd wordt om iets nieuws aan de Openbaring toe te voegen. Quispel vergeleek de acties tegen haar met de kruistochten tegen de katharen en herhaalde vele malen dat Hofmans als een zondebok werd gebruikt.

### Eigen werk
- 1943 - De bronnen van Tertullianus' Adversus Marcionem (proefschrift Leiden).
- 1951 - Gnosis als Weltreligion (1972²).
- 1952 - Het getuigenis der ziel bij Tertullianus (inaugurele rede Utrecht).
- 1952 - Tertulliani De testimonio animae.
- 1954 - Op zoek naar het evangelie der waarheid (met H.Ch. Puech; over de Codex Jung).
- 1955 - The Jung Codex : a newly recovered gnostic papyrus. Three studies (met H.C. Puech en W.C. van Unnik).
- 1956 - Evangelium veritatis. Codex Jung f.VIIIv-XVIv / f.XIXr-XXIIr (met Michel Malinine en Henri-Charles Puech).
- 1959 - Het evangelie naar de beschrijving van Thomas (met A. Guillaumont en H.-Ch. Puech; 1991², derde en herziene druk 2005).
- 1958 - Het Luikse 'Leven van Jezus' en het jodenchristelijke 'Evangelie der Hebreeën' .
- 1967 - Makarius, das Thomasevangelium und das Lied von der Perle.
- 1971 - Het Evangelie van Thomas en de Nederlanden.
- 1974-1975 - Gnostic studies. 2 delen.
- 1975 - Tatian and the gospel of Thomas. Studies in the history of the western Diatessaron.
- 1978 - Van Unnik als geleerde (herdenkingsrede).
- 1979 - Het geheime boek der openbaring. Het laatste boek van de bijbel (ook vertaald in het Engels en het Frans).
- 1992 - De Hermetische Gnosis in de loop der eeuwen (ook vertaald in het Duits).
- 1993 - Corpus hermeticum (met Roelof van den Broek).
- 1996 - Asclepius; De volkomen openbaring van Hermes Trismegistus .
- 2001 - Een jongetje uit Kinderdijk. Herinneringen van Gilles Quispel (2003²).
- 2003 - Valentinus de gnosticus en zijn Evangelie der waarheid.
- 2005 - Het Evangelie van Thomas. Uit het Koptisch vertaald en toegelicht
- 2005 - De Keulse Mani-Codex (met Johannes van Oort).
- 2008 - Gnostica, Judaica, Catholica. Collected Essays of Gilles Quispel (redactie Johannes van Oort).
- 2016 - Hermetische geschriften (met Roelof van den Broek).

### Bezorgde uitgaven
- 1949 - M. Minucii Felicis Octavius.
- 1949 - Ptolémée, Lettre à Flora.
- 1996 - Asclepius. De volkomen openbaring van Hermes Trismegistus.